# Neuroanatomie
Neuroanatomie is de tak van de anatomie, die zich bezighoudt met de bouw en het functioneren van het hele zenuwstelsel. Daar vallen dus zowel het centrale- als het perifere zenuwstelsel onder. Neuroanatomie is onder invloed van ontwikkelingen in de neurowetenschap een apart onderzoeksgebied geworden, vooral omdat de anatomische kennis van het zenuwstelsel steeds ingewikkelder werd. Het benoemen van structuren en gebieden in de hersenen heeft aan de neuroanatomie bijgedragen. De neuroanatomie benadert de hersenen vanuit verschillende gezichtspunten: vanuit de vergelijkende, ontwikkelingsgerichte, cytoarchitectonische en functionele hoek.
Gewervelden hebben een centraal zenuwstelsel, dat de hersenen en het ruggenmerg omvat. Er komen in de biologie verschillen in symmetrie voor. Zo zijn er dieren met een lichaam en een zenuwstelsel die rotatiesymmetrisch zijn. Dat is gunstig voor dieren die sessiel zijn, zoals voor zeeanemonen. De lichamen van hogere diersoorten hebben een symmetrische linker en rechter helft. Daar vallen de gewervelden onder. Hun lichaam en zenuwstelsel zijn spiegelsymmetrisch.